# The Tales of Beedle the Bard
Povesti barda Biritcha (angleško za The Tales of Beedle the Bard) je zbirka zgodb za otroke avtorice J. K. Rowling, ki je povezana s čarovniškim svetom Harryja Potterja. Knjiga se omenja v zadnjem delu zbirke. Prejme jo Hermiona Granger kot zapuščino ravnatelja Bradavičarke, Albusa Dumbledorja.
Vsebuje 5 čarovniških bajk:
- Čarovnik in lonček Skakaj (The Wizard and the Hopping Pot),
- Slap sladke sreče (The Fountain of Fair Fortune),
- Čarodejevo kosmato srce (The Warlock's Hairy Heart),
- Majka Zajka in njen hehetavi štor (Babbitty Rabbitty and her Cackling Stump),
- Povest o treh bratih (The Tale of the Three Brothers) - izpostavljena v knjigi Harry Potter in Svetinje smrti.

Knjiga je bila leta 2025 v slovenščini izdana pri Mladinski knjigi.